# Црвеночела газела
Црвеночела газела (лат. Eudorcas rufifrons) је врста сисара из реда папкара (Artiodactyla) и породице шупљорожаца (Bovidae).

## Угроженост
Ова врста се сматра рањивом у погледу угрожености врсте од изумирања.

## Распрострањење
Ареал црвеночеле газеле обухвата већи број држава у подручју Сахела у Африци. Врста има станиште у Судану, Мауританији, Етиопији, Еритреји, Гани, Сенегалу, Малију, Нигеру, Нигерији, Камеруну, Буркини Фасо, Централноафричкој Републици, Чаду, Бенину и Тогу.

## Станиште
Станишта врсте су саване, жбунаста вегетација, травна вегетација и брдовити предели.

## Подврсте
- Еритрејска газела